# Castleton (Derbyshire)
Castleton – wieś w Anglii, w hrabstwie Derbyshire, w dystrykcie High Peak, położona 51 km na północny zachód od miasta Derby i 233 km na północny zachód od Londynu, na zachodnim krańcu Hope Valley nad strumieniem Peakshole Water (dopływem rzeki Noe), pomiędzy szczytem Dark Peak na północy a White Peak na południu. W 2011 roku, według spisu ludności Wielkiej Brytanii, wieś liczyła 642 mieszkańców.

## Historia
Castleton zostało wymienione pod nazwą Pechesers w Domesday Book w 1086 roku, gdzie „Arnbiorn i Hundingr posiadali ziemię zamku Williama Peverela w Castleton”.
Znajduje się tutaj XII-wieczny kościół św. Edmunda, datowany na XII wiek, został odrestaurowany około 1837 roku. Wewnątrz zachowały się maswerki z końca XIII wieku, a niektóre ławki w kościele datowane są latami 1661, 1662, 1663 i 1676.
W okolicach Castleton wydobywano rudę ołowiu. 1,5 km (0,9 mil) na zachód od wsi znajduje się nieczynna kopalnia rudy ołowiu nosząca nazwę Odin Mine, która jest najstarszą udokumentowaną kopalnią w hrabstwie Derbyshire i uważana jest za jedną z najstarszych kopalni ołowiu w Anglii.
Od lat 20. XX wieku głównym przemysłem mineralnym na tym obszarze jest produkcja cementu, gdyż w pobliżu wsi znajduje się kamieniołom.

## Edukacja
We wsi znajduje się szkoła podstawowa.